# Manon Pourtalet
Pour les articles homonymes, voir Pourtalet.
Manon Pourtalet est une footballeuse française née le 7 août 1992 à Orsay. 

## Biographie
Elle dispute la Ligue des champions avec le FCF Juvisy lors de la saison 2010-2011. 
Même si elle n'a jamais évolué en équipe de France A, elle a disputé des matches avec les équipes de France de jeunes moins de 16, moins de 17 et moins de 19 ans. 
Elle a joué 35 matches de D1 avec le FCFJ.
Pour la saison 2011-2012, elle évolue au club de Ville d'Évry Sporting Club en DHR Île-de-France.